# Verwaltungsgliederung Islands
Island besteht aus acht Regionen (isländisch landshlutar, Sing. landshluti), die wiederum in kommunale Bezirke untergliedert sind. Seit 2003 gibt es zudem sechs Wahlkreise in Island.
Bereits im Jahr 965 wurde Island in vier Landesviertel (landsfjórðungar) gegliedert, die sich an den vier Haupthimmelsrichtungen orientierten.

## Historische Landesviertel (landsfjórðungar)

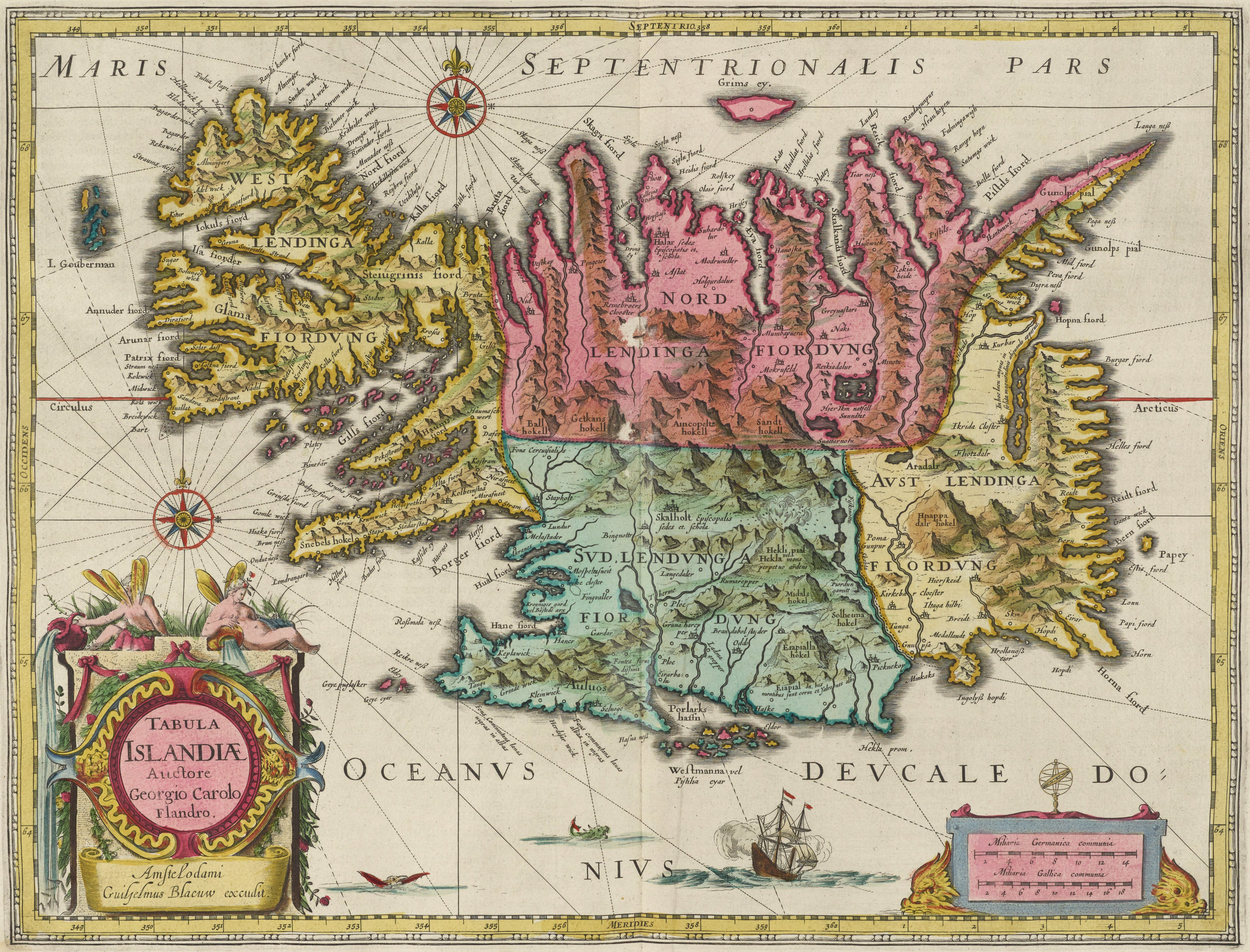
Die historischen Landesviertel Islands auf einer Karte von 1665

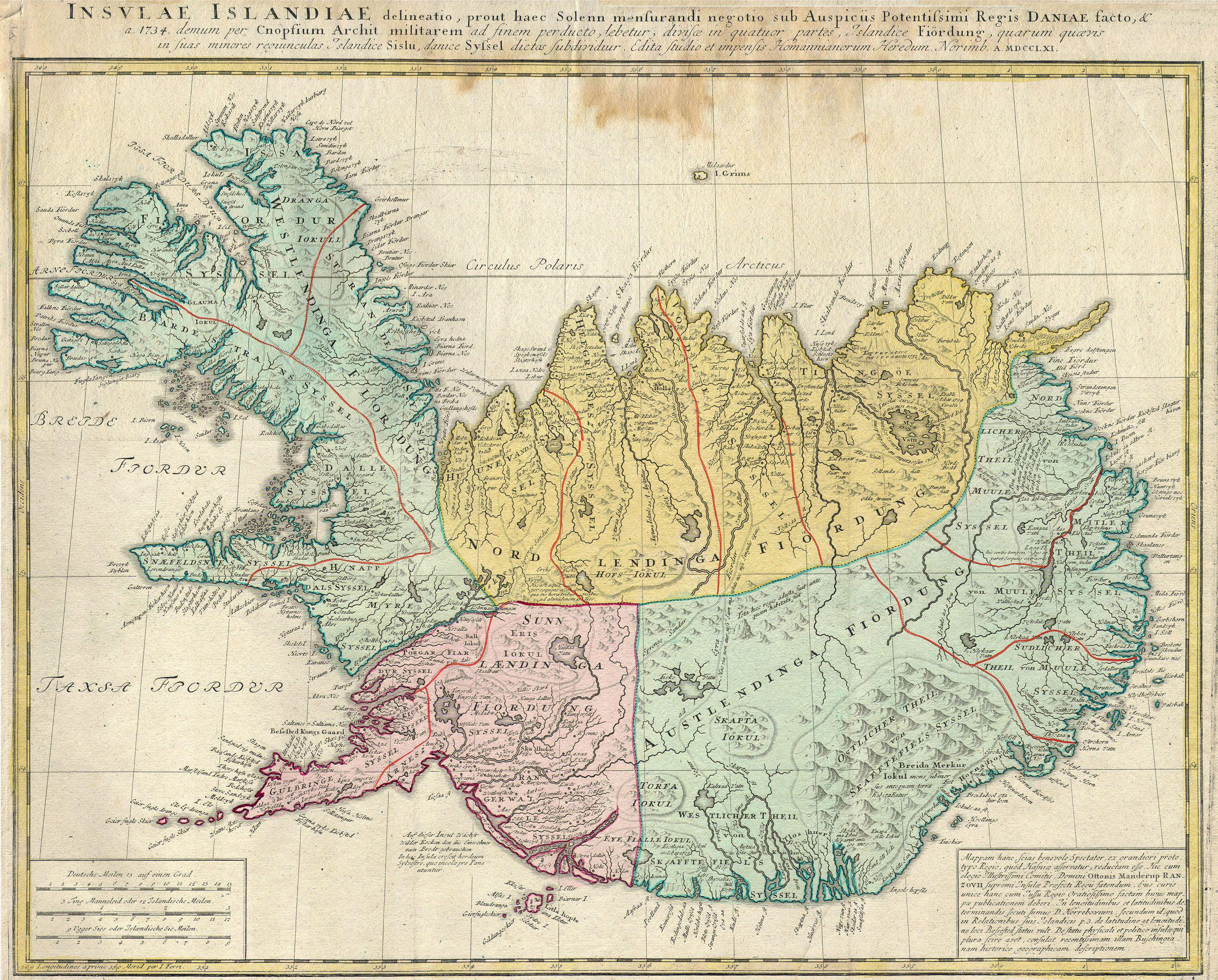
Die historischen Landesviertel Islands auf einer Karte von 1761

Traditionell war Island in vier landsfjórðungar (Singular landsfjórðungur) oder Landesviertel gegliedert, die sich an den vier Haupthimmelsrichtungen orientierten. Dies waren Verwaltungsbezirke, die bereits im Jahr 965 zu dem Zweck eingerichtet wurden, Regionalversammlungen (fjórðungsþing) zu organisieren, sowie für die Bezirksgerichte (fjórðungsdómar). Jedes Landesviertel war in drei lokale Versammlungen gegliedert, außer Norðlendingafjórðungur, welches vier hatte. Jedes Landesviertel hatte auch drei Goden (goðorð) unter dem Befehl eines Häuptlings (goði). Die Bezirksgerichte waren zuständig, wenn Kläger und Beklagter im gleichen Verwaltungsbezirk waren, ansonsten war das Alþingi zuständig.
Spätere Verwaltungsgliederungen bezogen sich auf Kreise (sýslur) und Gemeinden. Besonders ab 1874, als die neue Verfassung Islands Wahlbezirke auf der Basis von Kreisen und Gemeinden errichtete, verloren die Landesviertel allmählich jegliche offizielle Bedeutung, obgleich sie immer noch im allgemeinen Sprachgebrauch vorkommen, wenn von Landesteilen die Rede ist.
Die Landesviertel hießen:
1. Vestfirðingafjórðungur (Breiðfirðingafjórðungur), das Westfjord-Viertel, umfasste neben der heutigen Region Westfjorde auch den größten Teil der Region Vesturland, nämlich nach Süden bis zur Mitte der großen Bucht Faxaflói
2. Norðlendingafjórðungur (Eyfirðingafjórðungur), das Nördliche Viertel, erstreckte sich vom Hrútafjörður im Westen bis zur Halbinsel Langanes im Osten und umfasste somit das Gebiet der heutigen Regionen Norðurland eystra und Norðurland vestra
3. Austfirðingafjórðungur, das Ostfjord-Viertel, entsprach dem Gebiet der heutigen Region Austurland sowie dem östlichsten Teil der Region Suðurland, nämlich dem heutigen Vestur-Skaftafellssýsla
4. Sunnlendingafjórðungur (Rangæingafjórðungur), das Südliche Viertel, erstreckte sich über den Südwesten Islands (heutige Regionen Höfuðborgarsvæðið und Suðurnes), sowie Rest der Region Suðurland (nämlich Árnessýsla und Rangárvallasýsla), und einen kleinen Teil der Region Vesturland, nämlich nach Norden bis zur Mitte der großen Bucht Faxaflói (nach der Karte das heutige Borgarfjarðarsýsla)

## Regionen (landshlutar)
Island ist in acht landshlutar (Landesteile) gegliedert. Diese dienen vornehmlich statistischen Zwecken. Die Amtsgerichtsbezirke folgen auch dieser Einteilung. Obwohl auch diese Regionen keine Verwaltungsfunktion mehr haben, gelten sie als subnationale Einheiten im Sinne des internationalen Standards ISO 3166-2:IS, deren Codes als Regionsnummern in der nachstehenden Tabelle und Karte verwendet werden.
| Lage | Landsvæði                   | Deutscher Name     | Hauptstadt   | Einwohner (1. Januar 2023) | Anteil an der Gesamtbevölkerung | Fläche (km²) | Ew./km² |
| ---- | --------------------------- | ------------------ | ------------ | -------------------------- | ------------------------------- | ------------ | ------- |
|      | Höfuðborgarsvæðið           | Hauptstadtgebiet   | Reykjavík    | 249.054                    | 64,0 %                          | 1.046        | 238,1   |
|      | Suðurnes (früher Reykjanes) | Südliche Halbinsel | Keflavík     | 29.577                     | 7,6 %                           | 818          | 36,16   |
|      | Vesturland                  | Westland           | Borgarnes    | 17.761                     | 4,6 %                           | 9.522        | 1,865   |
|      | Vestfirðir                  | Westfjorde         | Ísafjörður   | 7.176                      | 1,8 %                           | 8.842        | 0,812   |
|      | Norðurland vestra           | Nordwestland       | Sauðárkrókur | 7.355                      | 1,9 %                           | 11.782       | 0,624   |
|      | Norðurland eystra           | Nordostland        | Akureyri     | 32.026                     | 8,2 %                           | 22.691       | 1,411   |
|      | Austurland                  | Ostland            | Egilsstaðir  | 11.217                     | 2,9 %                           | 15.253       | 0,735   |
|      | Suðurland                   | Südland            | Selfoss      | 35.278                     | 9,1 %                           | 30.414       | 1,160   |
|      | Ísland                      | Island             | Reykjavík    | 389.444                    | 100,0 %                         | 100.368      | 3,880   |

Zum 1. Januar 2015 wechselte die Gemeinde Hornafjörður von Austurland nach Suðurland. Dieser Wechsel ist in den Karten, bei der Einwohnerzahl, bei der Fläche und der Bevölkerungsdichte berücksichtigt. Die angegebene summierte Gesamtfläche ist geringer als die Fläche Islands, da Wasserflächen nicht berücksichtigt sind.

## sýslaundkaupstaður
Die acht Regionen wurden traditionell in 23 sýslur (Plural von sýsla, vgl. Syssel, etwa Landkreise) und 20 kreisfreie Gemeinden (acht kaupstaðir, sieben bæir, eine borg und vier weitere) gegliedert. Einer kreisangehörigen Landgemeinde entspricht der hreppur. Durch Eingemeindungen und Zusammenschlüsse von zahlreichen Kommunen ist deren Zahl in den vergangenen Jahrzehnten kontinuierlich zurückgegangen. So sind auch einige Syssel inzwischen nicht mehr existent, da alle ihre Mitgliedsgemeinden in kreisfreie Gemeinden eingemeindet oder zu solchen fusioniert wurden. Dies erfolgte zum Teil sogar Syssel-übergreifend (z. B. im Falle von Múlaþing). In einigen Fällen sind alle Gemeinden innerhalb eines Syssels zu einer einzigen Kommune zusammengelegt wurden. In der Folge sind Fläche und Einwohnerzahl von Syssel und Gemeinde identisch, sodass diese de facto kreisfrei ist. Dennoch existieren dann beide Namen sowie Syssel- und Gemeindenummern parallel zueinander weiter.
Bei der Einteilung in sýslur wurde sich vor allem an den geographischen Gegebenheiten des Landes orientiert. Schließlich wurden diese Einheiten weiter unterteilt, sodass es im 20. Jahrhundert 23 Kreise waren. Seit 1996 ist ein langsamer Rückgang der Anzahl von sýslur zu verzeichnen. Derzeit gibt es noch 19 kreisfreie Gemeinden und 20 Syssel mit 43 Mitgliedsgemeinden (Stand: 1. Januar 2025).
Als sich im 18. Jahrhundert in Island Städte und Orte bildeten, führte die damals dänische Landesverwaltung einem festlandseuropäischen Gebrauch ähnliches Marktrecht ein und verlieh dieses kreisfreien Orten, die keinem Kreis bzw. Syssel angehörten, auch wenn sie geographisch gesehen von einem solchen umschlossen waren. Man nannte sie kaupstaður (Plural kaupstaðir).
Die obersten Verwaltungsbeamten der Kreise hießen Sýslumaður. Heute haben die syslur keine administrative Bedeutung mehr und dienen allenfalls noch der regionalen Identität und statistischen Zwecken, weshalb die Sysselnummern bis heute fortbestehen.

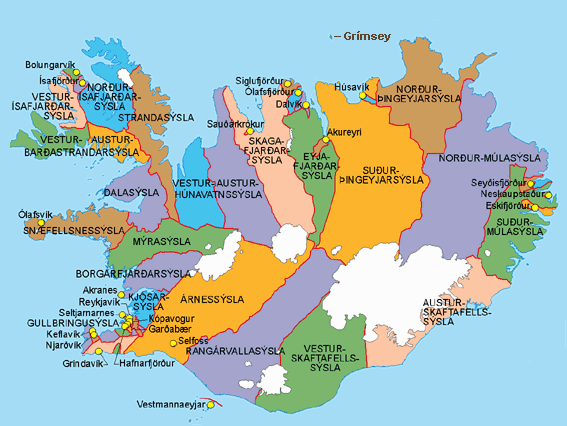
Traditionelle Kreiseinteilung in Island (Gletscherflächen sind weiß dargestellt). Die Grenzen der Kreise haben sich inzwischen zum Teil verändert.

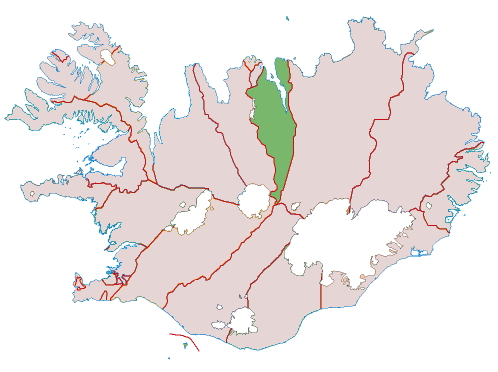
Eyjafarðarsýsla (grün) mit neuerer Einteilung

| Code-Nr.                 | Gebiet                       | Einwohner (2025) | Fläche (km²) | Verwaltungssitz |
| ------------------------ | ---------------------------- | ---------------- | ------------ | --------------- |
| Region Höfuðborgarsvæðið |                              |                  |              |                 |
| Kreisfreie Gemeinden     |                              |                  |              |                 |
| 0000                     | Reykjavíkurborg              | 138.772          | 277          | Reykjavík       |
| 1000                     | Kópavogsbær                  | 40.040           | 80           | Kópavogur       |
| 1100                     | Seltjarnarnesbær             | 4.585            | 2            | Seltjarnarnes   |
| 1300                     | Garðabær                     | 20.116           | 71           | Garðabær        |
| 1400                     | Hafnarfjarðarkaupstaður      | 31.525           | 143          | Hafnarfjörður   |
| Kreise                   |                              |                  |              |                 |
| 1600                     | Kjósarsýsla                  | 14.016           | 473          | Kópavogur       |
| Region Suðurnes          |                              |                  |              |                 |
| Kreisfreie Gemeinden     |                              |                  |              |                 |
| 2000                     | Reykjanesbær                 | 22.499           | 145          | Keflavík        |
| 2300                     | Grindavíkurbær               | 1.246            | 425          | Grindavík       |
| Kreise                   |                              |                  |              |                 |
| 2500                     | Gullbringusýsla              | 5.832            | 248          | Hafnarfjörður   |
| Region Vesturland        |                              |                  |              |                 |
| Kreisfreie Gemeinden     |                              |                  |              |                 |
| 3000                     | Akraneskaupstaður            | 8.285            | 9            | Akranes         |
| Kreise                   |                              |                  |              |                 |
| 3500                     | Borgarfjarðarsýsla           | 825              | 698          | Borgarnes       |
| 3600                     | Mýrasýsla                    | 4.102            | 4.926        | Borgarnes       |
| 3700                     | Snæfells- og Hnappadalssýsla | 3.904            | 1.468        | Stykkishólmur   |
| 3800                     | Dalasýsla                    | 645              | 2.421        | Búðardalur      |
| Region Vestfirðir        |                              |                  |              |                 |
| Kreisfreie Gemeinden     |                              |                  |              |                 |
| 4100                     | Bolungarvíkurkaupstaður      | 995              | 109          | Bolungarvík     |
| 4200                     | Ísafjarðarbær                | 3.832            | 2.379        | Ísafjörður      |
| Kreise                   |                              |                  |              |                 |
| 4500                     | Austur-Barðastrandarsýsla    | 246              | 1.090        | Patreksfjörður  |
| 4600                     | Vestur-Barðastrandarsýsla    | 1.314            | 1.515        | Patreksfjörður  |
| 4800                     | Norður-Ísafjarðarsýsla       | 209              | 749          | Ísafjörður      |
| 4900                     | Strandasýsla                 | 580              | 3.000        | Hólmavík        |
| Region Norðurland vestra |                              |                  |              |                 |
| Kreisfreie Gemeinden     |                              |                  |              |                 |
| 5200                     | Sveitarfélagið Skagafjörður  | 4.316            | 4.180        | Sauðárkrókur    |
| Kreise                   |                              |                  |              |                 |
| 5500                     | Vestur-Húnavatnssýsla        | 1.203            | 3.019        | Blönduós        |
| 5600                     | Austur-Húnavatnssýsla        | 1.836            | 4.538        | Blönduós        |
| Region Norðurland eystra |                              |                  |              |                 |
| Kreisfreie Gemeinden     |                              |                  |              |                 |
| 6000                     | Akureyrarkaupstaður          | 20.050           | 138          | Akureyri        |
| 6100                     | Norðurþing                   | 3.114            | 3.729        | Húsavík         |
| 6250                     | Fjallabyggð                  | 1.966            | 364          | Ólafsfjörður    |
| 6400                     | Dalvíkurbyggð                | 1.906            | 598          | Dalvík          |
| Kreise                   |                              |                  |              |                 |
| 6500                     | Eyjafjarðarsýsla             | 2.031            | 2.668        | Akureyri        |
| 7600                     | Suður-Þingeyjarsýsla         | 2.399            | 12.707       | Húsavík         |
| 6700                     | Norður-Þingeyjarsýsla        | 560              | 2.487        | Húsavík         |
| Region Austurland        |                              |                  |              |                 |
| Kreisfreie Gemeinden     |                              |                  |              |                 |
| 7300                     | Fjarðabyggð                  | 5.247            | 1.164        | Eskifjörður     |
| 7400                     | Múlaþing                     | 5.232            | 10.671       | Egilsstaðir     |
| Kreise                   |                              |                  |              |                 |
| 7500                     | Norður-Múlasýsla             | 738              | 3.418        | Seyðisfjörður   |
| Region Suðurland         |                              |                  |              |                 |
| Kreisfreie Gemeinden     |                              |                  |              |                 |
| 8000                     | Vestmannaeyjabær             | 4.470            | 17           | Vestmannaeyjar  |
| 8200                     | Sveitarfélagið Árborg        | 12.064           | 158          | Selfoss         |
| Kreise                   |                              |                  |              |                 |
| 8400                     | Austur-Skaftafellssýsla      | 2.589            | 6.280        | Höfn            |
| 8500                     | Vestur-Skaftafellssýsla      | 1.592            | 7.701        | Vík í Mýrdal    |
| 8600                     | Rangárvallasýsla             | 4.312            | 7.971        | Hvolsvöllur     |
| 8700                     | Árnessýsla                   | 10.251           | 8.842        | Selfoss         |

## Polizeibezirke (sýslumenn) und Gesundheitsbezirke (heilbrigðiseftirlitssvæðin)
Daneben gibt es eine Einteilung in 25 sýslumenn, Polizeibezirke, welchen je ein Sýslumaður vorsteht, welche bis 2014 bestanden. Seit 2014 gibt es nur mehr 9 Polizeibezirke. Diese sind identisch zu den 8 Landkreisen und den Westmännerinseln als eigenen Polizeibezirk. Außerdem gibt es eine Einteilung in 9 Gesundheitsbezirke, welche aber nicht mit den Polizeibezirken identisch sind.
| Polizeibezirke     | Polizeibezirke    | Gesundheitsbezirke                                                        |
| Bis 2014           | Ab 2014           | Gesundheitsbezirke                                                        |
| ------------------ | ----------------- | ------------------------------------------------------------------------- |
| Akranes            | Vesturland        | Vesturland (HVL)                                                          |
| Borgarnes          | Vesturland        | Vesturland (HVL)                                                          |
| Búðardalur         | Vesturland        | Vesturland (HVL)                                                          |
| Stykkishólmur      | Vesturland        | Vesturland (HVL)                                                          |
| Akureyri           | Norðurland eystra | Norðurland eystra (HNE)                                                   |
| Húsavík            | Norðurland eystra | Norðurland eystra (HNE)                                                   |
| Siglufjörður       | Norðurland eystra | Norðurland eystra (HNE)                                                   |
| Blönduós           | Norðurland vestra | Norðurland vestra (HNV)                                                   |
| Sauðárkrókur       | Norðurland vestra | Norðurland vestra (HNV)                                                   |
| Bolungarvík        | Vestfirðir        | Vestfirðir (HVF)                                                          |
| Hólmavík           | Vestfirðir        | Vestfirðir (HVF)                                                          |
| Ísafjörður         | Vestfirðir        | Vestfirðir (HVF)                                                          |
| Patreksfjörður     | Vestfirðir        | Vestfirðir (HVF)                                                          |
| Eskifjörður        | Austurland        | Austurland (HAUST)                                                        |
| Höfn               | Austurland        | Austurland (HAUST)                                                        |
| Seyðisfjörður      | Austurland        | Austurland (HAUST)                                                        |
| Reykjavík          | Höfuðborgarsvæðið | Reykjavík (HER)                                                           |
| Hafnarfjörður      | Höfuðborgarsvæðið | Garðabæjar, Hafnarfjarðar, Kópavogs, Mosfellsbæjar und Seltjarnanes (HEF) |
| Kópavogur          | Höfuðborgarsvæðið | Garðabæjar, Hafnarfjarðar, Kópavogs, Mosfellsbæjar und Seltjarnanes (HEF) |
| Hvolsvöllur        | Suðurland         | Suðurland (HSL)                                                           |
| Selfoss            | Suðurland         | Suðurland (HSL)                                                           |
| Vík                | Suðurland         | Suðurland (HSL)                                                           |
| Vestmannaeyjar     | Vestmannaeyjar    | Suðurland (HSL)                                                           |
| Keflavík           | Suðurnes          | Suðurnes (HSN)                                                            |
| Flughafen Keflavík | Suðurnes          | Suðurnes (HSN)                                                            |

## Wahlkreise
Seit 2003 gibt es sechs Wahlkreise in Island.

## Gemeinden (sveitarfélög)
Auf der untersten Verwaltungsebene gibt es 62 Sveitarfélög (Gemeinden), einschließlich der kreisfreien Gemeinden (Stand März 2025). Diese Zahl hat in den letzten Jahren durch Gemeindezusammenlegungen (u. a. wegen Landflucht und aus Gründen der Verwaltungseffizienz) kontinuierlich abgenommen.
Die größte Gemeinde ist Reykjavíkurborg mit 139.875 Einwohnern (1. Januar 2025).

## Subkommunale Ebene
Auf subkommunaler Ebene wird nur die Hauptstadt Reykjavík in zehn Stadtbezirke (hverfi) gegliedert.